# مايك ميرفي (لاعب كرة قدم أمريكية شمالية)
مايك ميرفي (بالإنجليزية: Mike Murphy)‏ هو لاعب كرة قدم أمريكية شمالية ‏ أمريكي، ولد في 26 فبراير 1860 في Southborough, Massachusetts ‏ في الولايات المتحدة، وتوفي في 4 يونيو 1913 في فيلادلفيا في الولايات المتحدة.

## وصلات خارجية
- مايك ميرفي على موقع الاتحاد الأمريكي لسباقات المضمار والميدان، قاعة المشاهير (الإنجليزية)